# Azahara Palomeque Recio
Azahara Palomeque (El Sur, 1986) es una escritora, poetisa y periodista española.

## Trayectoria
Palomeque es licenciada en Periodismo y Comunicación Audiovisual por la Universidad Carlos III de Madrid. Además, tiene un máster de Estudios Luso-Brasileños por la Universidad de Texas en Austin, que cursó en Estados Unidos. En 2017, se doctoró en Literatura española y latinoamericana por la Universidad de Princeton con la tesis titulada: Transatlantic Memories of the Spanish Civil War: Cultural Imperialism, Politics of Solidarity, and Resistance in Spain and Latin America (1936-1978), (Memorias transatlánticas de la Guerra civil española: imperialismo cultural, políticas de solidaridad y resistencia en España y América Latina) sobre el exilio republicano español.
Ha publicado numerosos poemas, cuentos y ensayos en revistas culturales españolas, estadounidenses y latinoamericanas. Su obra ha sido incluida en varias antologías, entre las que destaca Poesía sin Fronteras (Huerga y Fierro, 2018) y Diáspora. Poetas extremeños en el ‘exilio’ (Liliputienses, 2020). Ha sido traducida al inglés y al griego. Como poetisa, ha ofrecido además recitales en distintas instituciones internacionales, como la Biblioteca Pública de Nueva York, la Biblioteca Pública de Filadelfia y el Instituto Cervantes de Nueva York. Además, ha participado en la Feria del Libro de Madrid y en la Feria del Libro de Badajoz.
En 2022, después de trece años viviendo en Estados Unidos, Palomeque volvió a España y presentó su libro Curriculum, donde realiza una crítica a la idea de la meritocracia y a la precariedad laboral de su generación. Además de su faceta como escritora, también colabora con distintos medios de comunicación españoles, como las revistas CTXT y La Marea, la Cadena SER y el programa Carne cruda, y el diario El País.

## Obra
- 2015 – American Poems. Ediciones de la Isla de Siltolá. ISBN 978-84-16210-56-5.[9]
- 2017 – En la ceniza blanca de las encías. Ediciones la Isla de Siltolá. ISBN 978-84-16682-49-2.[10]
- 2019 – RIP (rest in plastic). RIL Editores. ISBN 9789560106636.[11]
- 2020 – Año 9: crónicas catastróficas en la Era Trump. RiL Editores. ISBN 978-84-18065-06-4.[12]
- 2022 – Currículum. RIL Editores. ISBN 978-84-19372-16-1.[13]
- 2023 – Vivir peor que nuestros padres. Editorial Anagrama. ISBN 978-84-339-0514-7.
- 2023 – Huracán de negras palomas. Editorial La Moderna. ISBN 978-8412693027.